# Среда
Среда је трећи дан (у складу са стандардом ISO-8061) седмице, који се налази између уторка и четвртка.
Када се недеља узме за први дан седмице, дан у средини те седмице је среда. Одговарајуће, немачко име за среду је Mittwoch (дословно преведено „средина-недеље“) од 10. века, које је заменило првобитно име: Wodanstag, које је среда носила према старом скандинавском богу Водану односно Одину. У енглеском се и дан-данас каже Wednesday (Воданов дан).
Према Библији, среда је дан када је Бог створио Сунце и Месец.
Среда је такође средина обичне радне недеље од понедељка до петка. Енглески идиом за среду је „грбав дан“, што се односи на „прелажење преко грбе“ (прелажење преко средине радне недеље).

## Именовани дани
- Пепељаста среда, први дан поста, четрдесет дана пре Васкрса не рачунајући недеље.
- Шпијунска среда је старо име дато првој среди пре Васкрса, што подсећа на Јудину издају Исуса. Ова прича је перископ из јеванђеља које се данас чита на мисама у римокатоличкој традицији.[1][2][3][4][5][6][7]